# 埼玉県道404号越谷停車場線

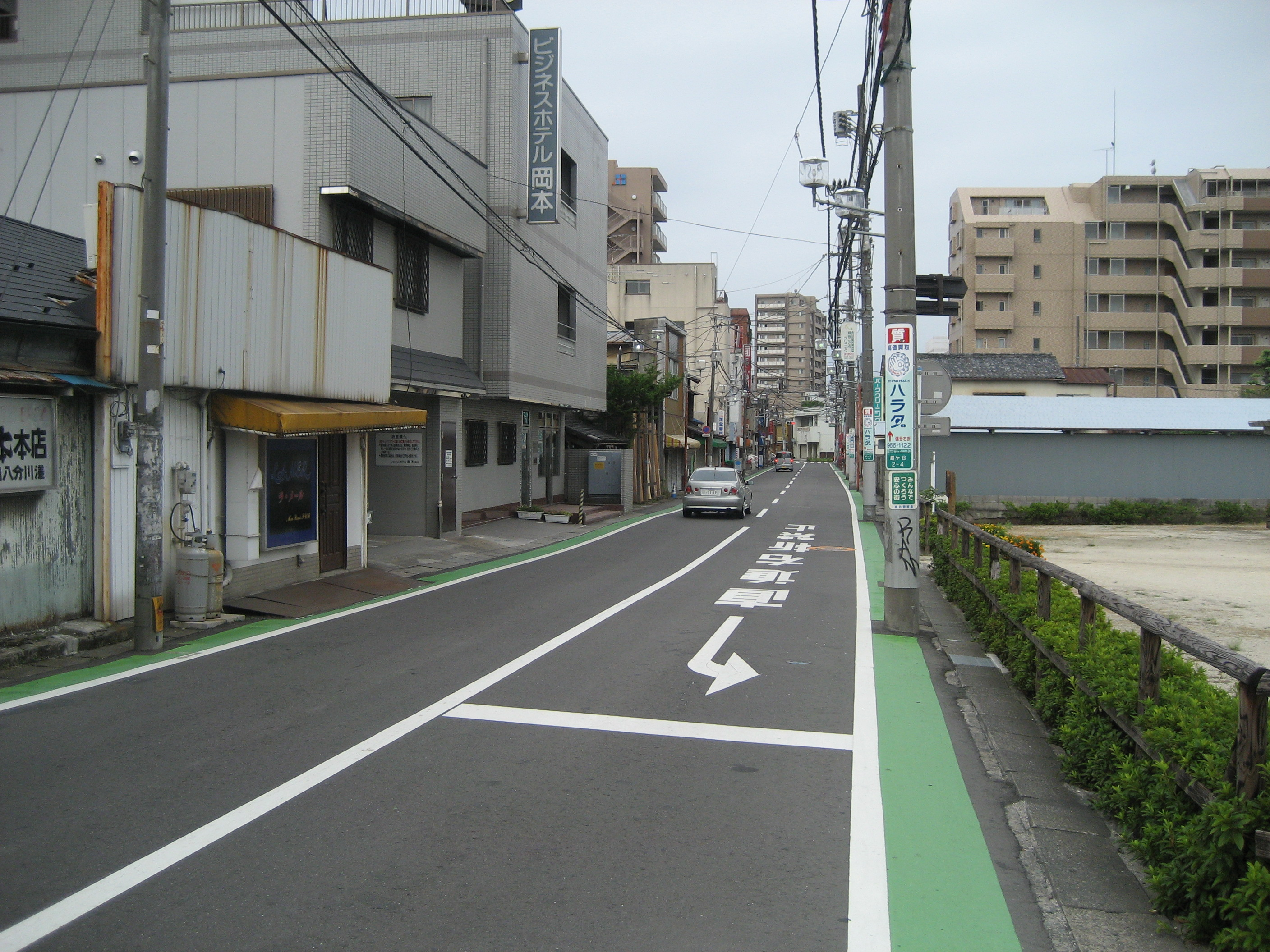
越谷駅方面

埼玉県道404号越谷停車場線（さいたまけんどう404ごう こしがやていしゃじょうせん）は、埼玉県越谷市内を通る一般県道である。

## 概要

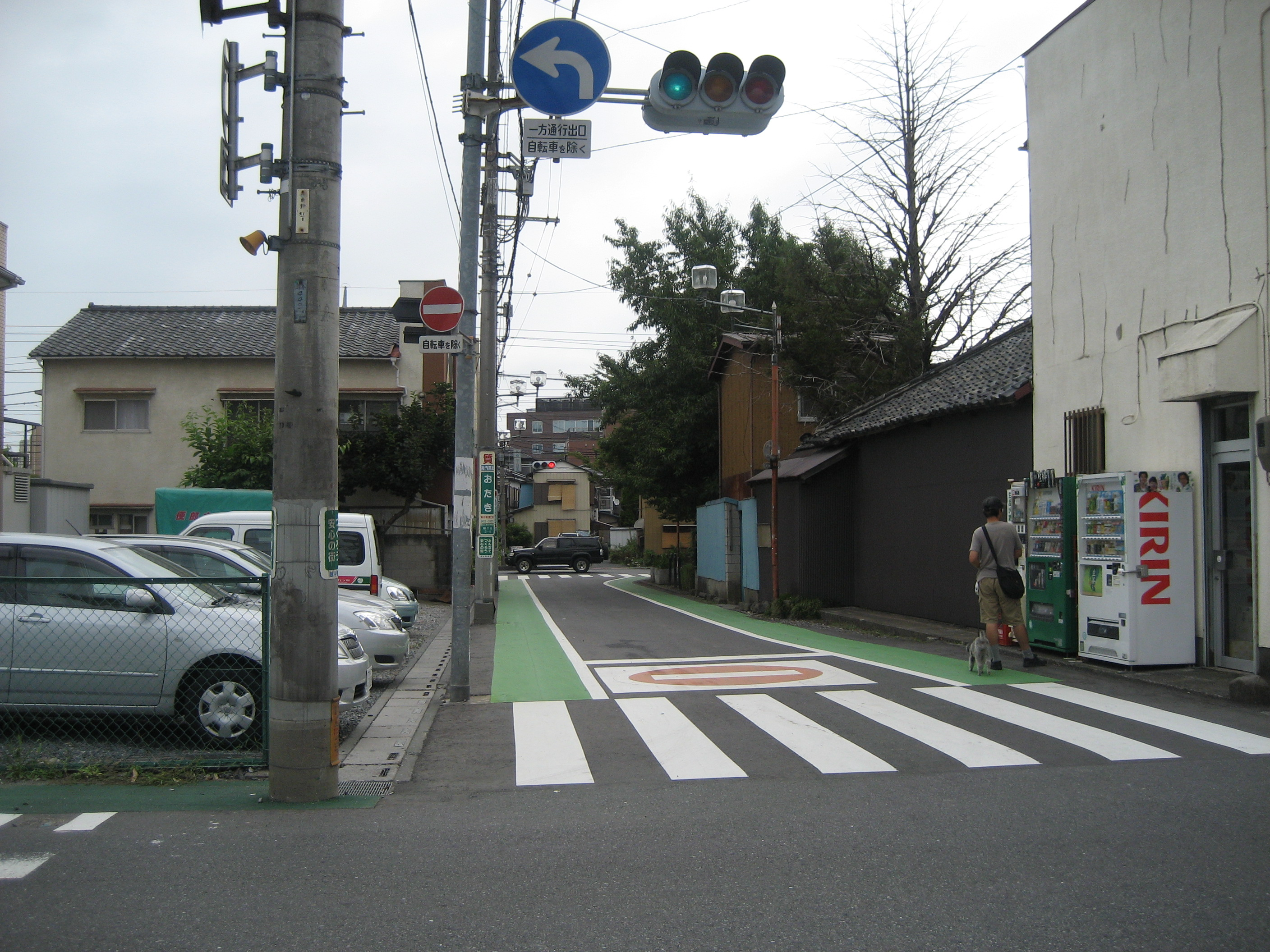
旧国道4号方面

埼玉県道49号足立越谷線（旧国道4号）と東武伊勢崎線越谷駅東口とを結ぶが、繁華街からは北に外れており、繁華街に隣接した駅前の通り（越谷市道 中央通）と比較すると裏道然とした雰囲気が漂う。埼玉県道49号足立越谷線と埼玉県道52号越谷流山線との間は、下り方（西方向）への一方通行となっている。

## 起点・終点
- 起点：埼玉県越谷市（埼玉県道49号足立越谷線交点）
- 終点：埼玉県越谷市（越谷駅前広場）

## 通過する自治体
- 埼玉県
  - 越谷市

## 接続する主な道路
- 埼玉県道49号足立越谷線（越ヶ谷2丁目北交差点）
- 埼玉県道52号越谷流山線（越ヶ谷2丁目交差点）